# Bilyjomyia algens
Bilyjomyia algens is een muggensoort uit de familie van de dansmuggen (Chironomidae). De wetenschappelijke naam van de soort is voor het eerst geldig gepubliceerd in 1902 door Coquillett als Tanypus algens.

## Voorkomen
De soort komt voor in het westen van de Verenigde Staten.